# Entadopsis wahlbergii
Entadopsis wahlbergii là một loài thực vật có hoa trong họ Đậu. Loài này được (Harv.) Gomes Pedro mô tả khoa học đầu tiên năm 1955.